# Pallavolo Pontecagnano Faiano 2009-2010
Questa voce raccoglie le informazioni riguardanti la Pallavolo Pontecagnano Faiano nelle competizioni ufficiali della stagione 2009-2010.

## Organigramma societario
Area direttiva
- Presidente: Carmine Malangone

Area tecnica
- Allenatore: Antonio Jiménez (fino al 12 gennaio 2010), Giampaolo Marino (dal 13 al 18 gennaio 2010), Paolo Giribaldi (dal 19 gennaio 2010)
- Allenatore in seconda: Giampaolo Marino (fino al 12 gennaio 2010 e dal 19 gennaio 2010)
- Scout man: Giovanni Del Basso

Area sanitaria
- Medico: Donato Pierro
- Fisioterapista: Donato Izzo
- Preparatore atletico: Vincenzo D'Argenio

## Rosa
| N° | Nome                | Ruolo | Data di nascita  | Nazionalità sportiva |
| -- | ------------------- | ----- | ---------------- | -------------------- |
| 1  | Adriana Kostadinova | S     | 19 ottobre 1982  | Italia               |
| 2  | Stefania Abruzzo    | C     | 28 maggio 1978   | Italia               |
| 3  | Milena Stacchiotti  | C     | 5 gennaio 1985   | Italia               |
| 4  | Tonia Mezzapesa     | P     | 8 gennaio 1985   | Italia               |
| 5  | Moana Ballarini     | L     | 16 luglio 1987   | Italia               |
| 6  | Paola Capuano       | S     | 4 febbraio 1978  | Italia               |
| 7  | Chiara Tenza        | S     | 4 settembre 1991 | Italia               |
| 8  | Giusy Astarita      | S     | 18 aprile 1988   | Italia               |
| 9  | Martina Ronga       | L     | 9 settembre 1990 | Italia               |
| 10 | Elisa Moncada       | P     | 14 novembre 1987 | Italia               |
| 11 | Sara Menghi         | C     | 18 maggio 1983   | Italia               |
| 12 | Giusy Passaro       | P     | 23 giugno 1991   | Italia               |
| 12 | Dahiana Burgos      | S     | 7 aprile 1985    | Rep. Dominicana      |
| 15 | Tetjana Voronina    | S     | 20 ottobre 1977  | Ucraina              |
| 16 | Lorenza Sorrentino  | C     | 26 luglio 1992   | Italia               |